# Wertingen
Wertingen er en by i Landkreis Dillingen an der Donau i Regierungsbezirks Schwaben i den tyske delstat Bayern, med knap 8.300 indbyggere. Den er administrationsby i Verwaltungsgemeinschaft Wertingen.

## Geografi
Byen ligger ved den nedre del af floden Zusam, få kilometer nord for dens udløb i Donau; Den er adskilt fra landskabet Donauried af en langstawkt højderyg. Wertingen ligger i den store Naturpark Augsburg-Westliche Wälder, der afgrænses af floderne Donau, Lech, Wertach og Mindel. Den ligger i en afstand af 28 km fra Augsburg, 22 km fra Donauwörth og 14 km fra Dillingen a.d.Donau.
Nabokommuner er (med uret) : Buttenwiesen, Kühlenthal, Biberbach, Laugna, Zusamaltheim og Binswangen.
Centrum af byen præges af markante gavle fra det 17. og 18. århudrede, og nogle af dem i bindingsværk.

### Landsbyer og bebyggelser
| - Bliensbach (1977) - Geratshofen - Gottmannshofen (1978) - Hettlingen (1976) - Hirschbach (1972) - Hohenreichen (1972) | - Neuschenau (1972) - Possenried (1972) - Prettelshofen (1972) - Reatshofen (1978) - Rieblingen (1972) - Roggden (1978) |